# Мар'ївська сільська рада (Онуфріївський район)
| Мар'ївська сільська рада — колишній орган місцевого самоврядування у Онуфріївському районі Кіровоградської області з адміністративним центром у с. Мар'ївка. Сільській раді підпорядковані населені пункти: - с. Мар'ївка - с. Федорівка |

## Склад ради
Рада складалася з 12 депутатів та голови.

### Керівний склад ради
| ПІБ                      | Основні відомості                                                 | Дата обрання | Дата звільнення |
| ------------------------ | ----------------------------------------------------------------- | ------------ | --------------- |
| Мишастий Іван Васильович | Сільський голова, 1968 року народження, освіта, безпартійний      | 26.03.2006   | 31.10.2010      |
| Мишастий Іван Васильович | Сільський голова, 1968 року народження, освіта вища, безпартійний | 31.10.2010   |                 |

Примітка: таблиця складена за даними джерела

## Населення
Згідно з переписом УРСР 1989 року чисельність наявного населення села становила 550 осіб, з яких 258 чоловіків та 292 жінки.
За переписом населення України 2001 року в селі мешкали 433 особи.

### Мова
Розподіл населення за рідною мовою за даними перепису 2001 року:
| Мова       | Відсоток |
| ---------- | -------- |
| українська | 93,75 %  |
| російська  | 4,86 %   |
| молдовська | 1,16 %   |
| інші       | 0,23 %   |